# Seehorn (Davos)
Seehorn är en bergstopp i Schweiz.   Den ligger i regionen Prättigau/Davos och kantonen Graubünden, i den östra delen av landet, 180 km öster om huvudstaden Bern. Toppen på Seehorn är 2 238 meter över havet, eller 135 meter över den omgivande terrängen. Bredden vid basen är 0,52 km.
Terrängen runt Seehorn är huvudsakligen bergig, men den allra närmaste omgivningen är kuperad. Närmaste större samhälle är Davos, 2,8 km sydväst om Seehorn. 
Trakten runt Seehorn består i huvudsak av gräsmarker. Runt Seehorn är det ganska glesbefolkat, med 28 invånare per kvadratkilometer.